# Viatger del Sol
Viatger del Sol (en islandès: Sólfar) és una escultura de Jón Gunnar Árnason. Està ubicada a Sæbraut, al costat del mar, al centre de Reykjavik, Islàndia. Consisteix en un bot dels somnis, una oda al sol. Evoca un territori per descobrir, un somni d'esperança, de progrés i de llibertat.

## Història
L'any 1986, l'associació del districte de la part oest de la ciutat va finançar un concurs per la nova escultura a l'aire lliure que serviria per commemorar el 200 aniversari de la ciutat de Reykjavik. Jón Gunnar va guanyar el concurs i el model d'alumini (de 42,5 x 88 x 36 cm) es va presentar a la ciutat per a la seva elaboració. L'obra a mida real es va donar a conèixer a Sæbraut en l'aniversari de la ciutat, el 18 d'agost de 1990.
L'obra està feta d'acer inoxidable de qualitat i es troba sobre lloses de granit, envoltades de formigó. Es va construir segons els dibuixos que havia fet Jón Gunnar a gran escala del Viatger del Sol i la seva elaboració va ser seguida per l'ajudant de l'autor, l'artista Kristinn E. Hrafnsson. L'enginyeria de l'escultura va anar a càrrec del tecnòleg Sigurjón Yngvason, en cooperació amb el mateix Jón Gunnar. La construcció la va dur a terme Reynir Hjálmtýsson i el seu ajudant.